# Cold Blues
| Recensione | Giudizio |
| ---------- | -------- |
| AllMusic   | [ 1 ]    |

Cold Blues è un album in studio del pianista francese Michel Petrucciani e del bassista statunitense Ron McClure, pubblicato nel 1985.

## Descrizione
Il disco è stato registrato l'11 gennaio 1985 al Classic Sound Productions Studio di New York, Stati Uniti, e mixato al Vanguard Records Studio, sempre di New York.
Il disco è stato pubblicato nel 1985 in formato LP, CD e musicassetta in Francia e, nel solo formato CD, negli Stati Uniti, dall'etichetta discografica Owl Records.

## Tracce
1. Beautiful, But Why? – 8:33 (Michel Petrucciani)
2. Autumn Leaves – 5:40 (Jacques Prévert, Joseph Kosma)
3. Something Like This – 6:15 (Ron McClure)
4. There Will Never Be Another You – 6:52 (Harry MacGregor Woods)
5. I Just Say Hello! – 8:42 (Michel Petrucciani)
6. Cold Blues – 6:35 (Michel Petrucciani, Ron McClure)

## Crediti

### Musicisti
- Michel Petrucciani - pianoforte
- Ron McClure - contrabbasso

### Personale tecnico
- Jean-Jacques Pussiau - produttore
- A.T. Michael Mac Donald - ingegnere delle registrazioni
- David Baker - ingegnere editing
- Christian Orsini - ingegnere mastering e editing
- Bernard Amiard - grafica e fotografia copertina
- Richard Laird - fotografia retrocopertina[2]